# Antonio Rinaldi (politico)
Antonio Rinaldi (Noepoli, 12 giugno 1840 – Roma, 25 settembre 1898) è stato un giurista e politico italiano.

## Biografia
Figlio del notaio Vincenzo Rinaldi e da Maria Paola Mango, ancora giovanissimo fu dichiarato vincitore, da una commissione di Giureconsulti, del primo premio di un concorso bandito dal giornale delle Leggi di Genova per una monografia per Il diritto di comunione dei muri.  A 29 anni scrisse un'opera in tre volumi La proprietà mobile secondo il codice italiano. Nel gennaio 1877 pubblicò un'accurata monografia Dei demani comunali e degli usi civici. Il prof. Giuseppe Pisanelli gli offrì la cattedra vacante di Diritto civile presso l'Università degli Studi di Napoli Federico II, ma rifiutò. Il 25 gennaio 1881 pubblicò e dedicò al re Umberto I di Savoia, che quel giorno visitava Potenza, l'opera Il comune e la provincia nella storia del diritto italiano. La sua vita politica iniziò quando nel Parlamento italiano cadeva la Destra e saliva al potere la Sinistra con Agostino Depretis. Per sei magistrature, fin dal 1882, sedette alla Camera del Centro-sinistra. Fu proposto Ministro Guardasigilli, ma rifiutò. Ebbe dal Governo importanti incarichi, tra cui quello di sostenere i diritti del Regio Patronato sul Patriarcato di Venezia. In soli 40 giorni scrisse e pubblicò nel 1893 la monografia Il Regio Patronato sulla Chiesa Patriarcale di Venezia, che determinò la sconfitta dei più illustri canonisti e teologi della Curia veneziana. Questa vittoria, tuttavia, fu solo dottrinale, perché, in pratica, dal 1893 ad oggi i Patriarchi di Venezia vengono nominati direttamente dal Papa, senza alcuna ingerenza o presentazione da parte del potere civile o politico veneziano.

## Opere
- La proprietà mobile secondo il codice italiano
- Dei demani comunali e degli usi civici
- Il comune e la provincia nella storia del diritto italiano
- I primi feudi dell'italia meridionale
- Il Regio Patronato sulla Chiesa Patriarcale di Venezia